# OpenCV
OpenCV (Open Source Computer Vision) és una llibreria de programació de codi obert dirigida principalment a la visió per computador en temps real, desenvolupada per la divisió russa d'Intel en el centre de Nijni Nóvgorod, actualment també compta amb el suport de Willow Garage y la companya de visió Itseez. L'ús és gratuït sota la llicencia open source BSD. La llibreria OpenCV és multiplataforma. Es centra principalment en el processament d'imatges en temps real. Està optimitzada per a ser usada en processadors Intel, perquè si la llibreria detecta que les llibreries d'Intel IPP (Integrated Performance Primitives) es troben en el sistema, en farà ús automàticament per tal d'accelerar el rendiment de l'aplicació. També compta amb suport SIMD, optimitzacions OpenMP, optimitzacions per Intel TBB (Threading Building Blocks) i a partir de la versió 2.4.8 dona suport a instruccions vectorials NEON per a sistemes ARM.
OpenCV permet desenvolupar en C, C++ o Python i és compatible amb l'IDE QT Creator i les seves corresponents llibreries QT.

## Exemple codi C++
Aquí tenim un exemple de programa bàsic en OpenCV 2.4.X extret de la documentació oficial d'OpenCV. Mostra a l'usuari el Canny que obté després de processar l'entrada de vídeo.
```
#include
 
"opencv2/opencv.hpp"

using
 
namespace
 
cv
;

int
 
main
(
int
,
 
char
**
)

{

 
VideoCapture
 
cap
(
0
);
 
// open the default camera

 
if
(
!
cap
.
isOpened
())
 
// check if we succeeded

 
return
 
-1
;

 
Mat
 
edges
;

 
namedWindow
(
"edges"
,
1
);

 
for
(;;)

 
{

 
Mat
 
frame
;

 
cap
 
>>
 
frame
;
 
// get a new frame from camera

 
cvtColor
(
frame
,
 
edges
,
 
CV_BGR2GRAY
);

 
GaussianBlur
(
edges
,
 
edges
,
 
Size
(
7
,
7
),
 
1.5
,
 
1.5
);

 
Canny
(
edges
,
 
edges
,
 
0
,
 
30
,
 
3
);

 
imshow
(
"edges"
,
 
edges
);

 
if
(
waitKey
(
30
)
 
>=
 
0
)
 
break
;

 
}

 
// the camera will be deinitialized automatically in VideoCapture destructor

 
return
 
0
;

}

```